# مقطوع (اسماعيلية)
مقطوع (بالفارسية: مگطوع) هي قرية وتقع في إيران في قسم إسماعيلية الريفي. يقدر عدد سكانها بـ 762 نسمة بحسب إحصاء 2016.